# Ropica tamborensis
Ropica tamborensis är en skalbaggsart som beskrevs av Stefan von Breuning 1956. Ropica tamborensis ingår i släktet Ropica och familjen långhorningar. Inga underarter finns listade i Catalogue of Life.